# Syd Barrett - The Peel Session
The Peel Session è un Extended play che raccoglie le registrazioni effettuate dal cantautore britannico Syd Barrett per il programma radiofonico del disc jockey John Peel il 24 febbraio 1970. Il disco è stato pubblicato il 25 gennaio 1987 dalla Strange Fruit Records.

## Il disco
L'EP contiene cinque canzoni eseguite durante la trasmissione Top Gear condotta da John Peel e mandate in onda poco tempo dopo.

## Tracce
- Tutti i brani sono opera di Syd Barrett (con la possibile eccezione di Two of a Kind).[2][3] In realtà sarebbe stato Richard Wright ad aver composto il brano ma Barrett insistette che la canzone era sua[4] (e avrebbe voluto inserirla in The Madcap Laughs, il suo primo album solista).

1. Terrapin – 3:02
2. Gigolo Aunt – 3:35
3. Baby Lemonade – 2:37
4. Effervescing Elephant – 0:57
5. Two of a Kind – 2:28

Durata totale: 12:39

## Formazione
- Syd Barrett – chitarra acustica, voce
- David Gilmour – basso, chitarra elettrica, organo, cori
- Jerry Shirley – percussioni